# الزاوية القديمة

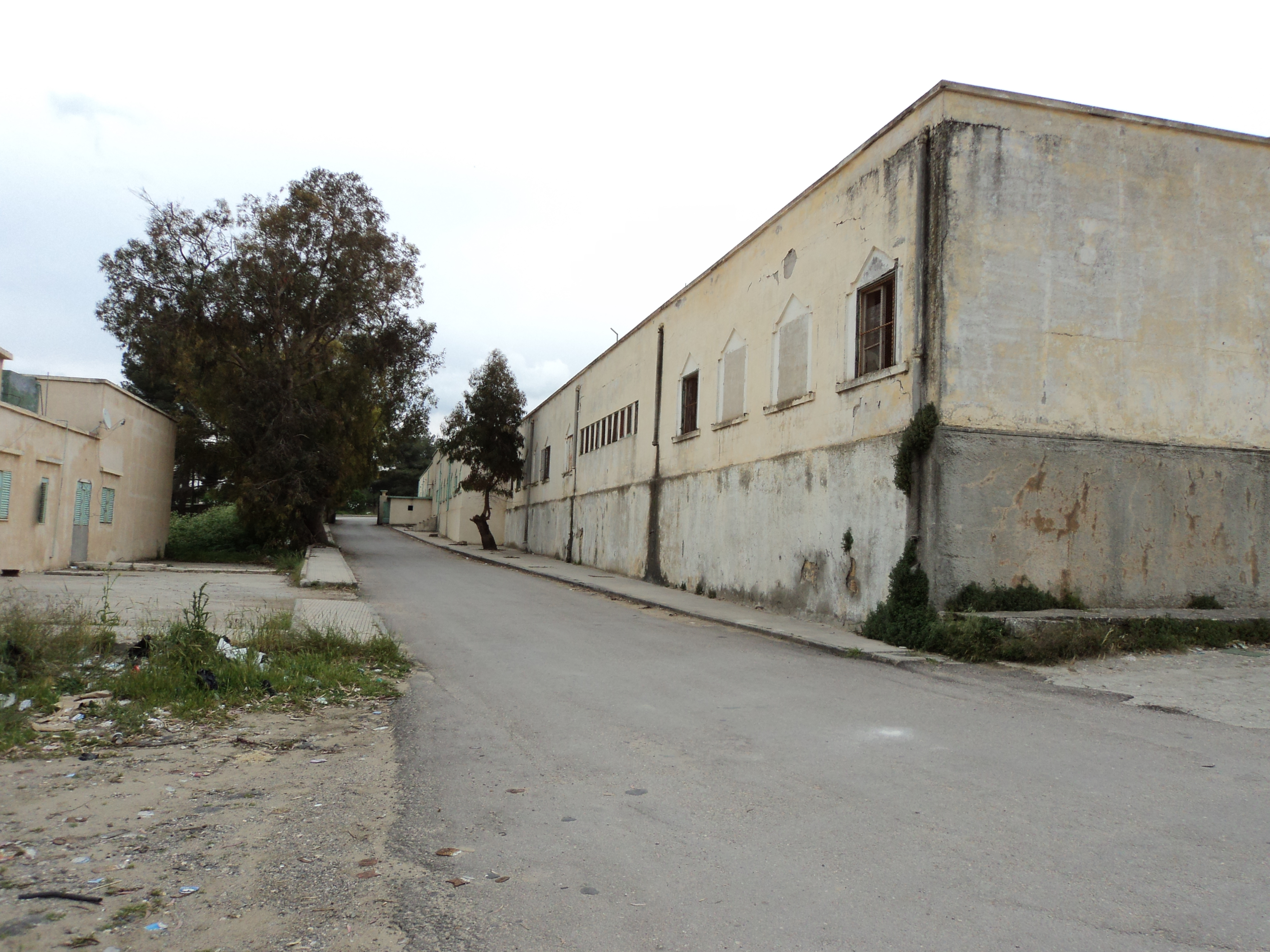
زاوية البيضاء السنوسية بالزاوية القديمة عام 2011

الزاوية القديمة أو زاوية البيضاء السنوسية كما كان يعرف سابقاً، يقع بين غرب فرشيطة وشرق كاف الشويخ بمدينة البيضاء في ليبيا. وهو من أقدم مناطق المدينة وشهد العديد والعديد حيث تم بناء على آثار بلدة بلغراي الأغريقية، تم بناءه كزاوية دينية أقامها محمد بن علي السنوسي عام 1840م ويوجد بها مسجد الزاوية العتيق ، وأشتهر هذا الحي أو الزاوية في وسط ليبيا وأفريقيا والعالم الإسلامي لكونه المنارة الأمام وأصبحت هذه الزاوية المقر الرئيسي للحركة السنوسية، واقيم به قصر الضيافة الملكي واستراجة الملك إدريس السنوسي ملك ليبيا سابقاً، وأقيم سوق قديم وصغير كما أقيم به معهد محمد بن علي السنوسي الديني المتوسط ومن جامعة محمد بن علي السنوسي ما تعرف بجامعة عمر المختار الآن.
وحين أقيمت الثورة تم هدم بعض معالم الدينية السنوسية مثل الاستراحة، وتم ضم هذا الحي إلي الهيئة العامة للأوقاف ولكن ما زال يسكن الحي العديد من الناس.
كما يوجد بالحي كهوف قديمة سكنه الأغريق ثم الرومان ثم أهل الزاوية وما زالت موجودة لحد الآن.

## وصلات خارجية
‌